# Oss (ciudad)
Oss es un municipio y una ciudad al sur de los Países Bajos, en la provincia de Brabante Septentrional, entre Bolduque y Nimega. El 30 de abril de 2017 tenía una población de 90.541 habitantes, repartidos en una superficie de 159,87 km², de los que 7,45 km² están ocupados por el agua, por lo que su densidad de población es de 594 habitantes por kilómetro cuadrado.
La ciudad es el centro comercial regional de cerca de 150.000 personas de Oss y sus alrededores. El mercado semanal y la feria de Oss son enormes. La ciudad está rodeada por paisajes diversos, con el río Mosa, en las cercanías. Aunque Oss ha conocido una rica historia , hay pocos restos de la época anterior. Sin embargo, hay una serie de monumentos que atestiguan el rico pasado industrial de la ciudad.

## Historia
Oss fue mencionado por primera vez en una carta del papa Alejandro II, el 6 de mayo de 1069. Recibió los derechos de ciudad en 1286 por el duque Juan I de Brabante. En el presente, Oss tiene una importante industria farmacéutica y química como Diosynth y Organon, ambas compañías de Akzo Nobel.
La villa fue parte de los condes de Megen, católicos y aliados españoles, enclave dentro de las Provincias Unidas de los Países Bajos, según acuerdo del Tratado de Münster.

## Nombre
El significado del nombre de Oss, escrito Os a finales de la Edad Media y, posteriormente Osch hasta 1906, es ambiguo. El historiador Jan Cunen en 1932 lo relaciona con el ganado: el buey decora desde la Edad Media el escudo de la ciudad. Otros estudiosos han establecido que el nombre está fuertemente asociado con la germánica Aesir (u Osen). Hoy se supone que el nombre significa el lugar más alto sobre el agua. Esta agua sería el Mosa y el lugar más alto, el Cerro, en el núcleo de la población.

## Lugares de interés

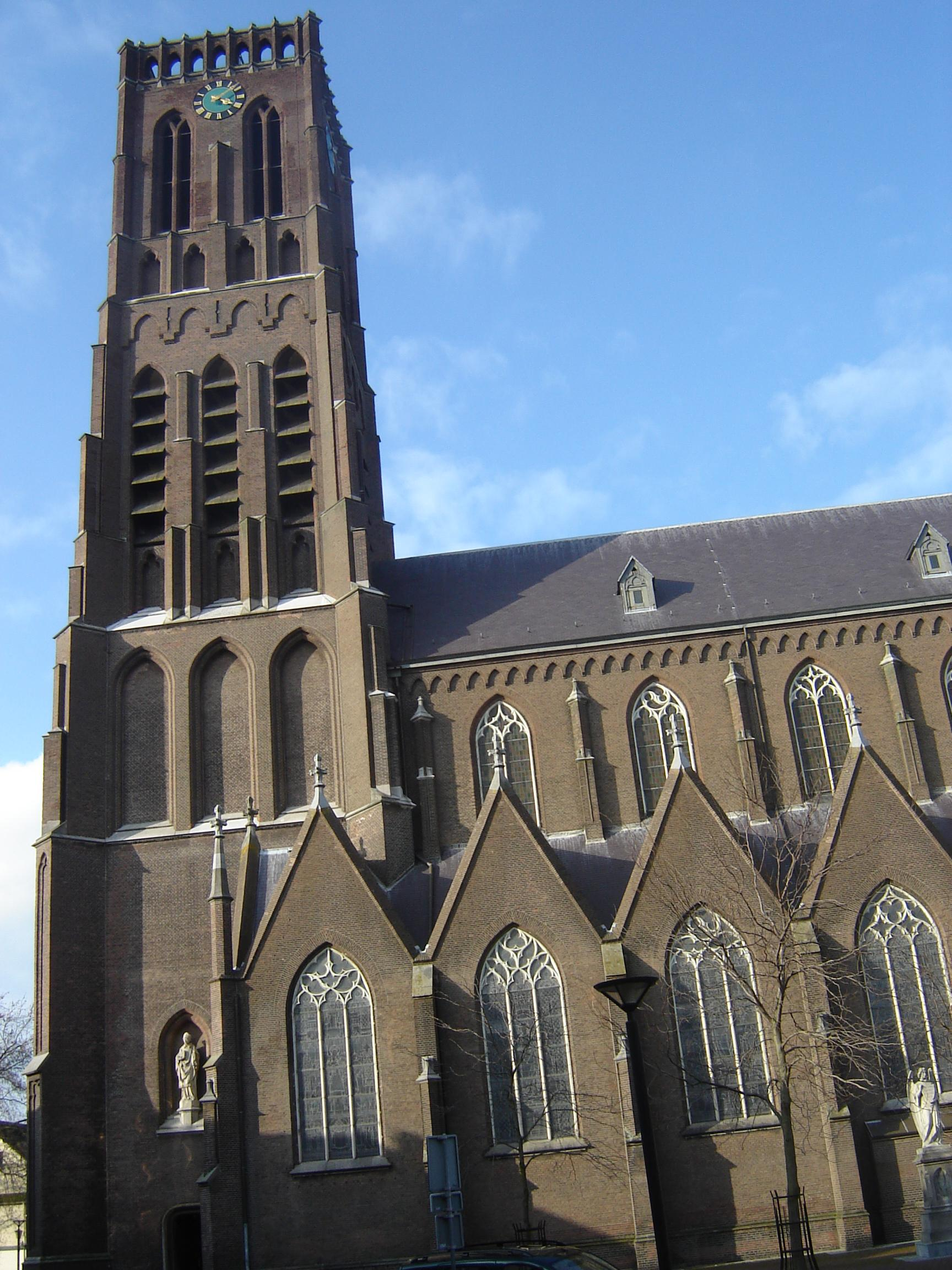
Iglesia Grande

- Antiguo torre del depósito de agua, que ahora se utiliza como una mezquita.
- El templo de Rebel, antiguo santuario protestante dedicado a Santa Lobke reconvertido en sala de fiestas.
- Restos del Castillo de Oss, cerca del centro comercial en Geldersepoort.
- La iglesia neogótica Grote Kerk (Iglesia Grande), construida por el arquitecto Hendrik Jacobus van Tulder en 1859 y restaurada en 1982. La iglesia fue declarada como monumento nacional. Está dedicada a la Virgen Inmaculada. El interior es muy rico, fue creada en parte gracias a las donaciones de los industriales católicos de la localidad como Anton Jurgens. En 1999 se añadió la torre con un campanario.
- Los molinos Zeldenrust (1860) y Nieuw Leven (1895).
- La Casa de Constanza, una casa neoclásica construida en 1888 por los fabricantes de mantequilla Arnold van den Bergh y su hija. Desde 1921 a 1974 sirvió como ayuntamiento y ahora es el Museo Jan Cunen, el nombre del primer archivero de Oss.
- El antiguo edificio de oficinas "Groene Engel" ("Ángel Verde") de la fábrica de mantequilla Anton Jurgen construido en 1912 y diseñado por Charles Estourgie (1884-1950) en estilo Art Nouveau y art déco. En 1930 fue adquirida por la multinacional Philips y en 1979 pasó a ser propiedad del municipio. En 1999 fue reconstruida y ahora se utiliza como el centro cultural Groene Engel.
- El antiguo edificio de oficinas de la empresa Gebr. v/d Bergh, el precursor de la fábrica de alfombras Bergossde 1919. Fue diseñado por el arquitecto Oscar Leeuw de Nimega y está situado en la calle Berghstraat Bram. Tiene una rica decoración  en estilo Art Nouveau y está clasificado como un monumento.

## Museos
- Museo Jan Cunen (Museum Jan Cunen), museo histórico ubicado en la Villa de Constanza.Museo Jan Cunen.

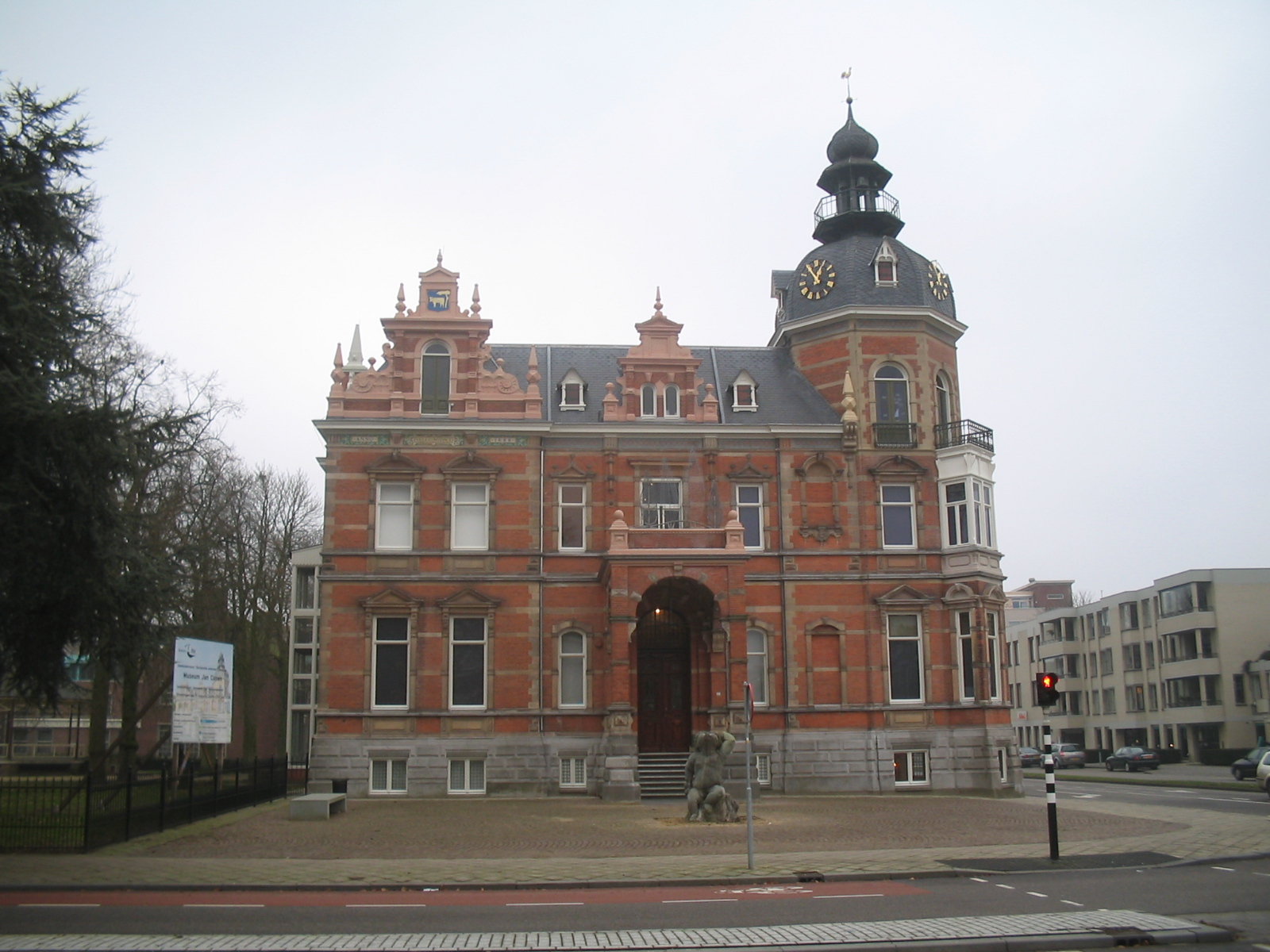
Museo Jan Cunen.

- Archivos de la Ciudad (Stadsarchief), un centro regional de información sobre la historia de Oss.

## Fútbol Profesional
El equipo local, FC Oss, antes TOP Oss, juega en el fútbol profesional desde 1991. El estadio Mondriaanlaan está preparado para dar cabida a 4.650 espectadores. FC Oss (entonces TOP Oss) ganó por primera vez en su historia un título en la temporada 2005-2006. En 2010 el FC Oss fue relegado a la clase.
Además del lugar de nacimiento de la estrella del PSV Eindhoven, Manchester United, Real Madrid y Hamburgo SV Ruud van Nistelrooy. 

## Ciudades hermanadas
- Aalst (Bélgica).

## Galería

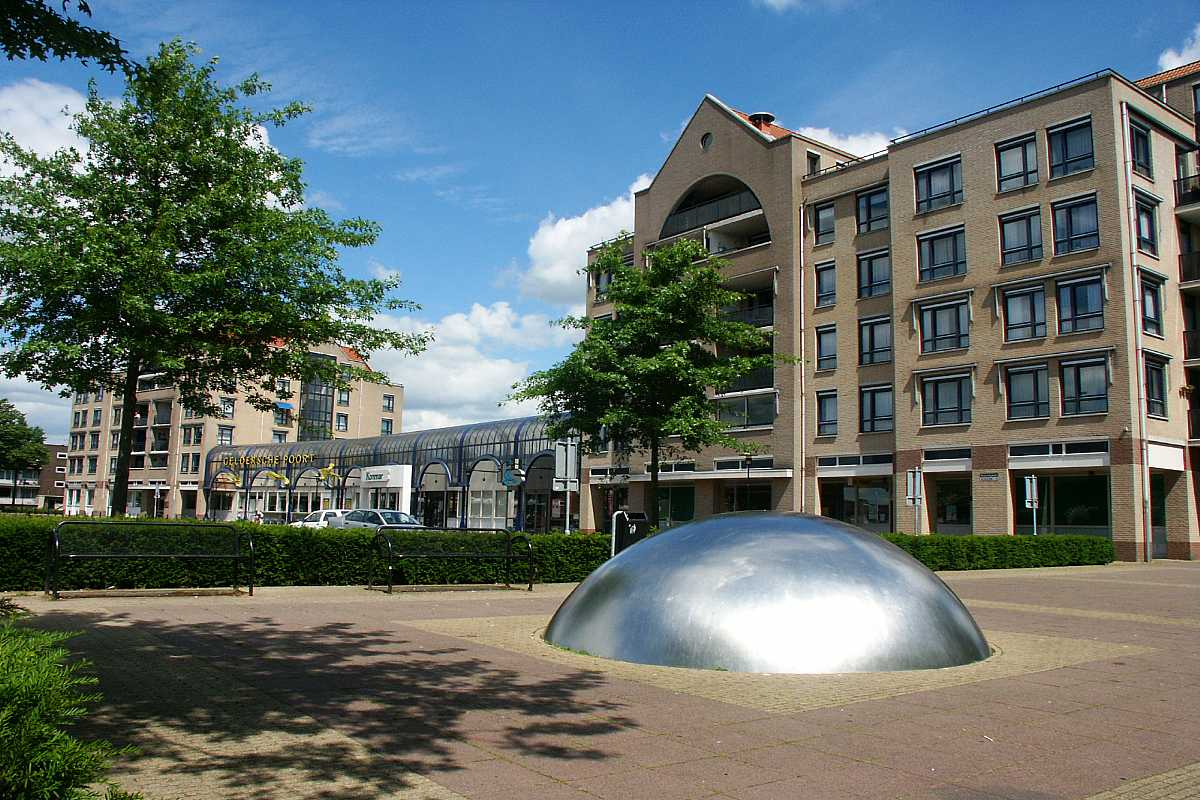
Plaza del Castillo de Oss
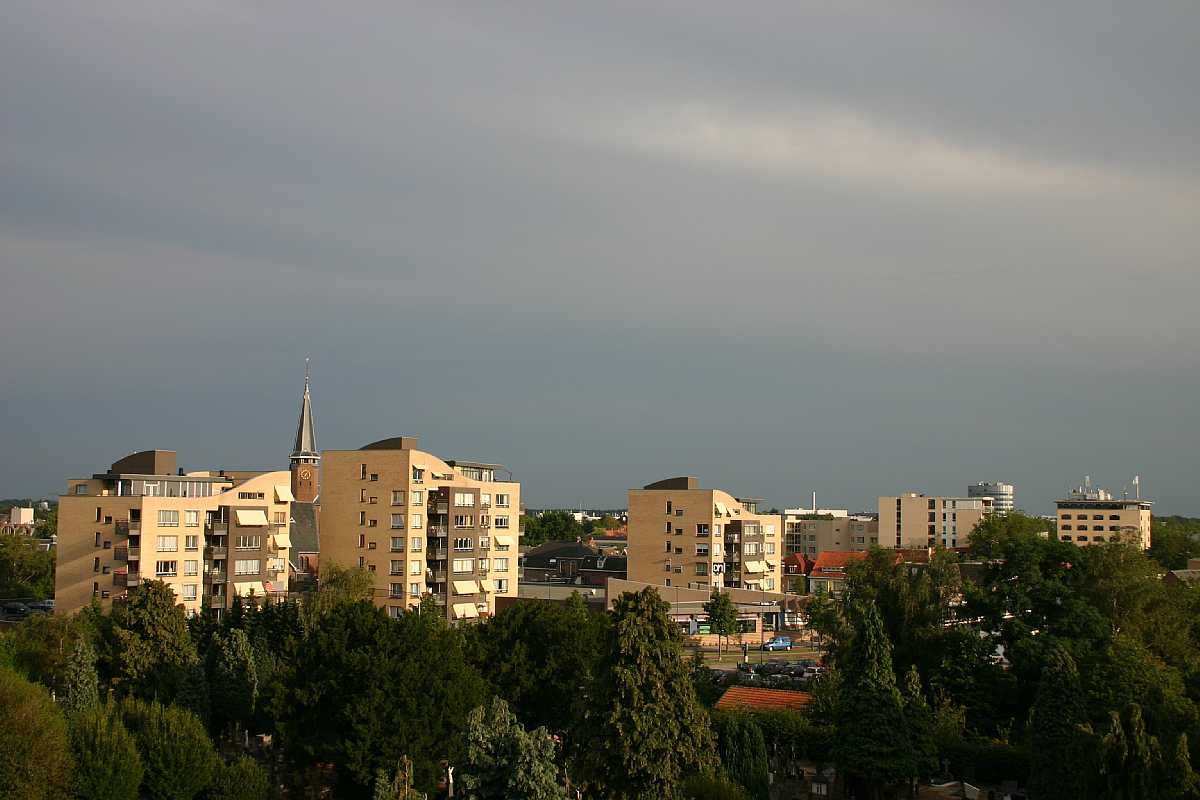
Vista de Oss
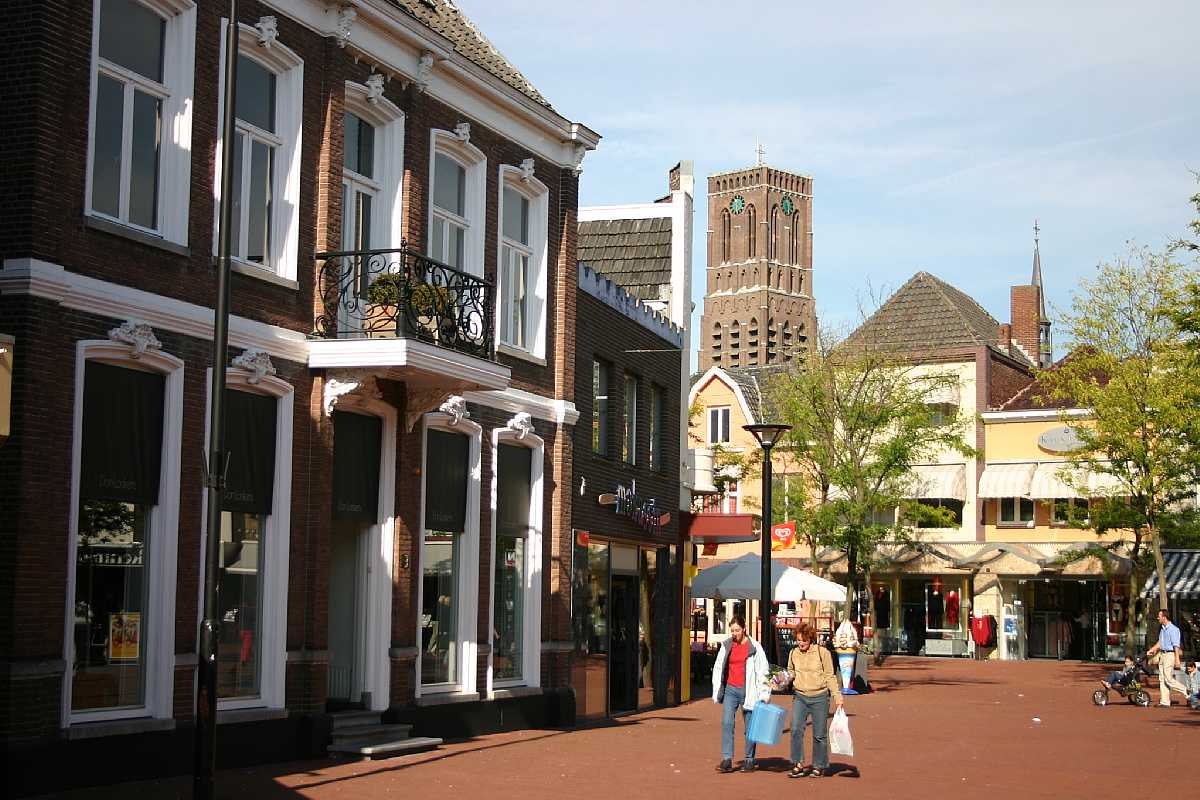
Centro de Oss
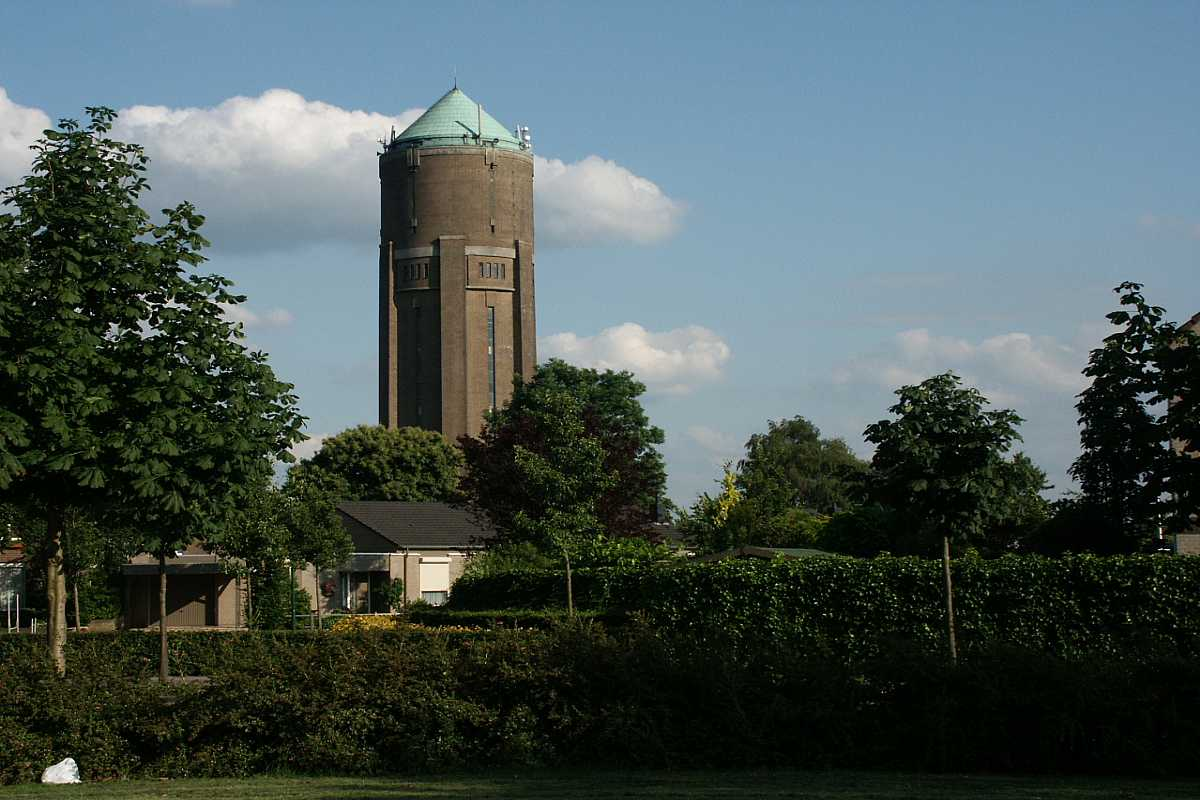
Torre del Agua de Oss
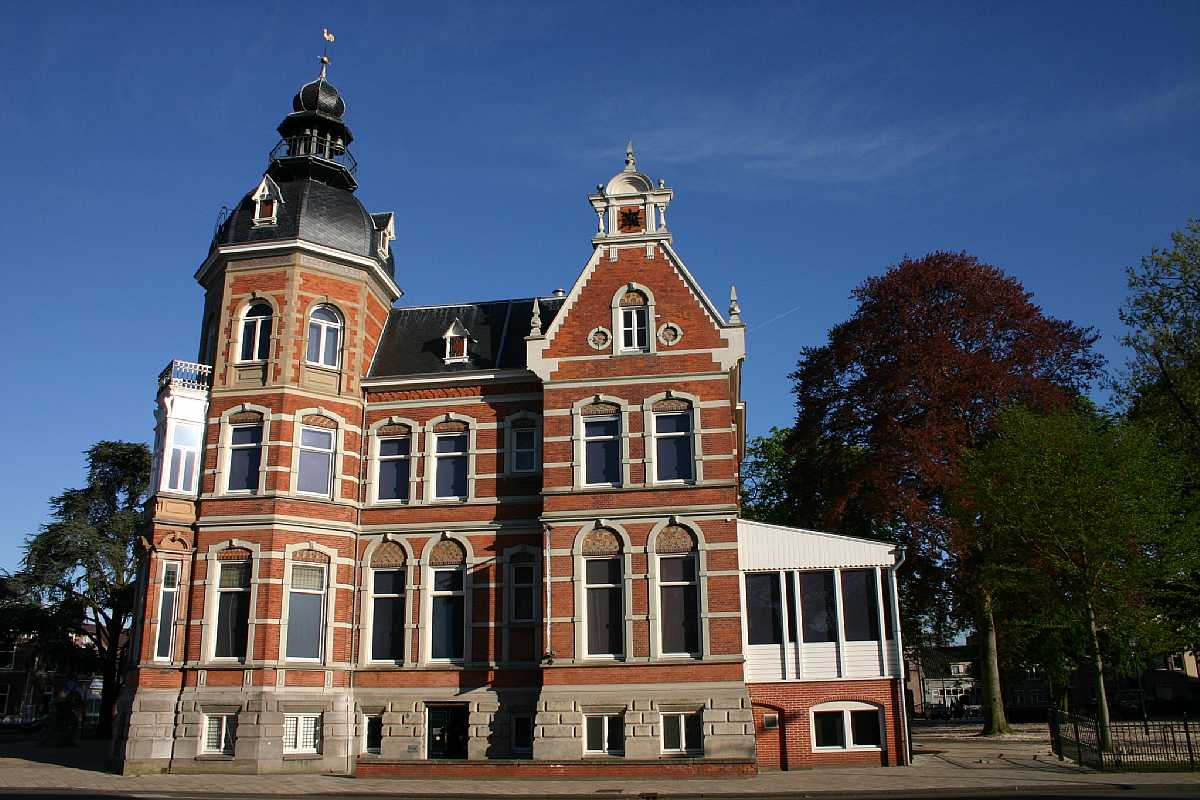
Jan Cunen Museum
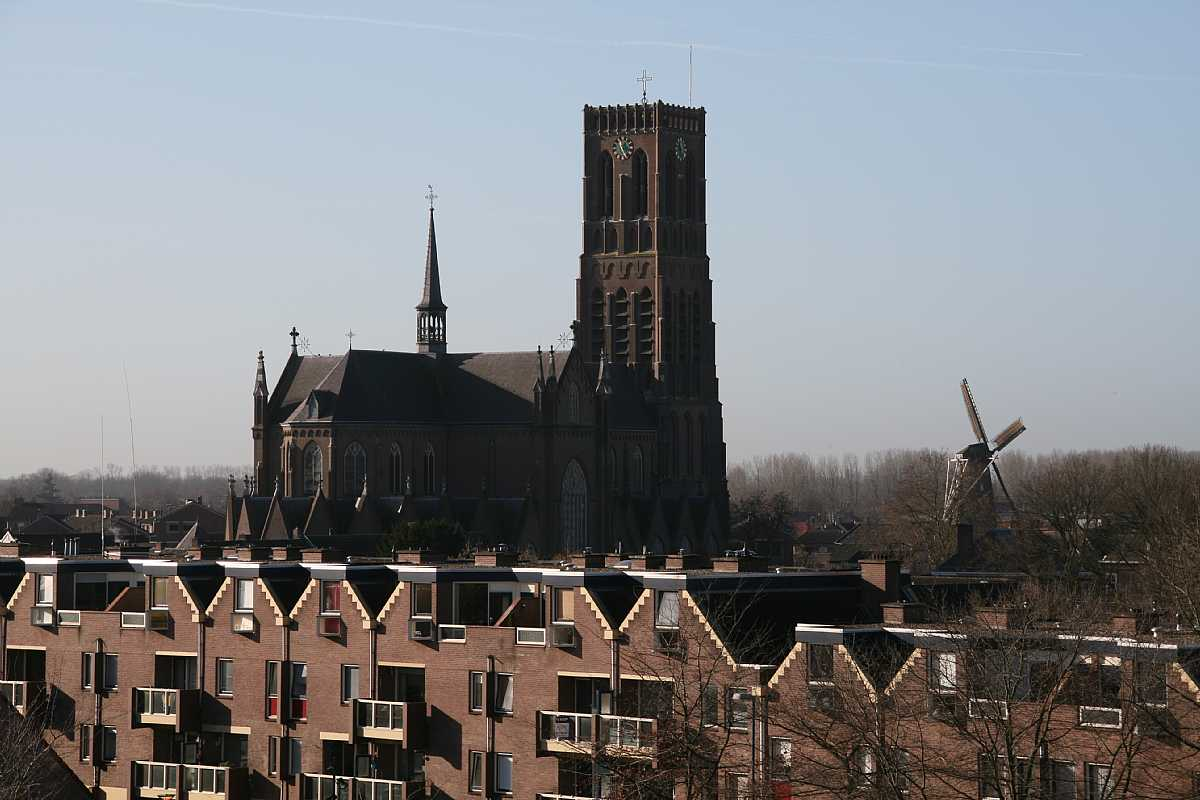
Grote Kerk
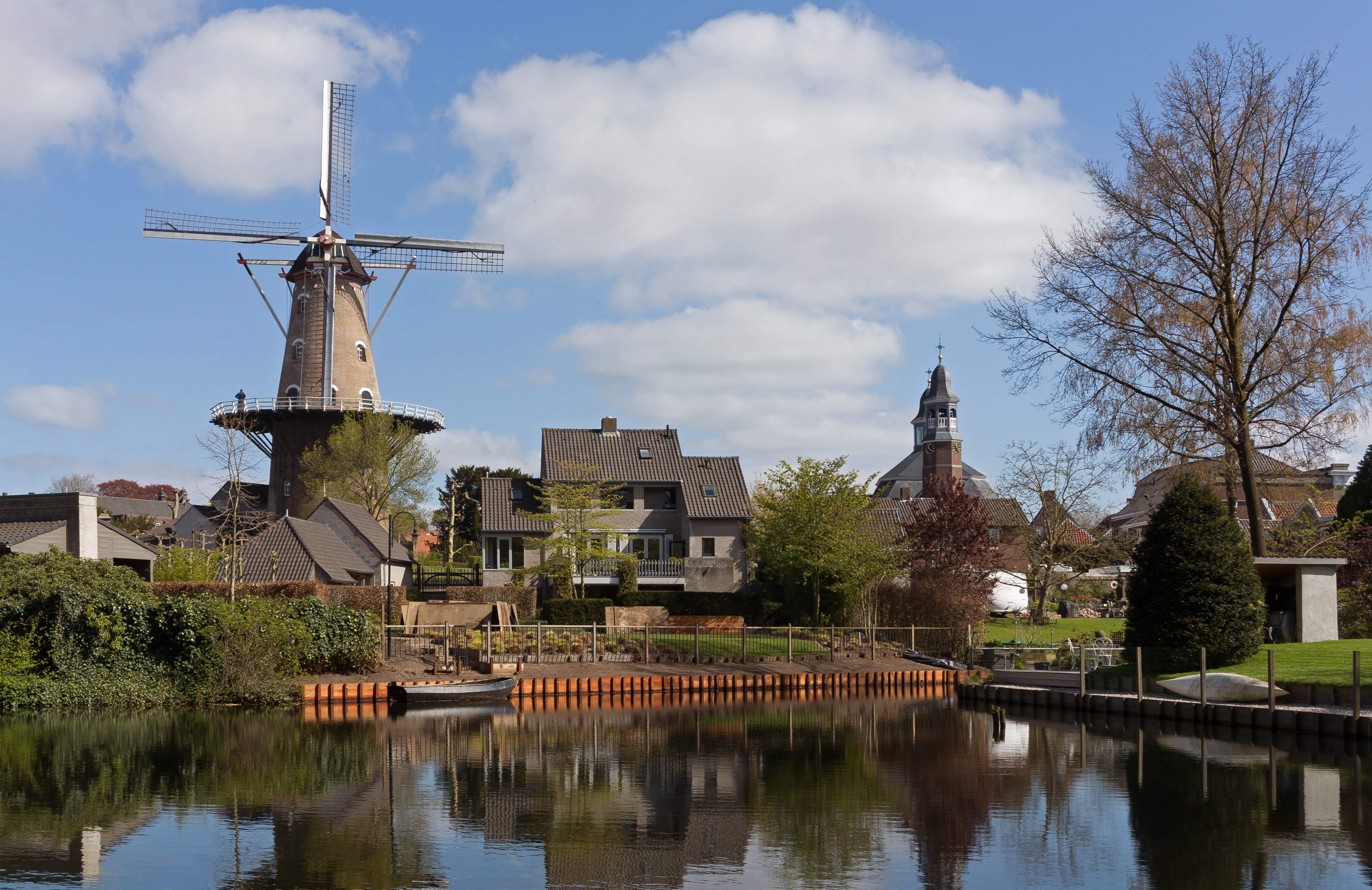
Ravenstein, Molino: windmolen de Nijverheid
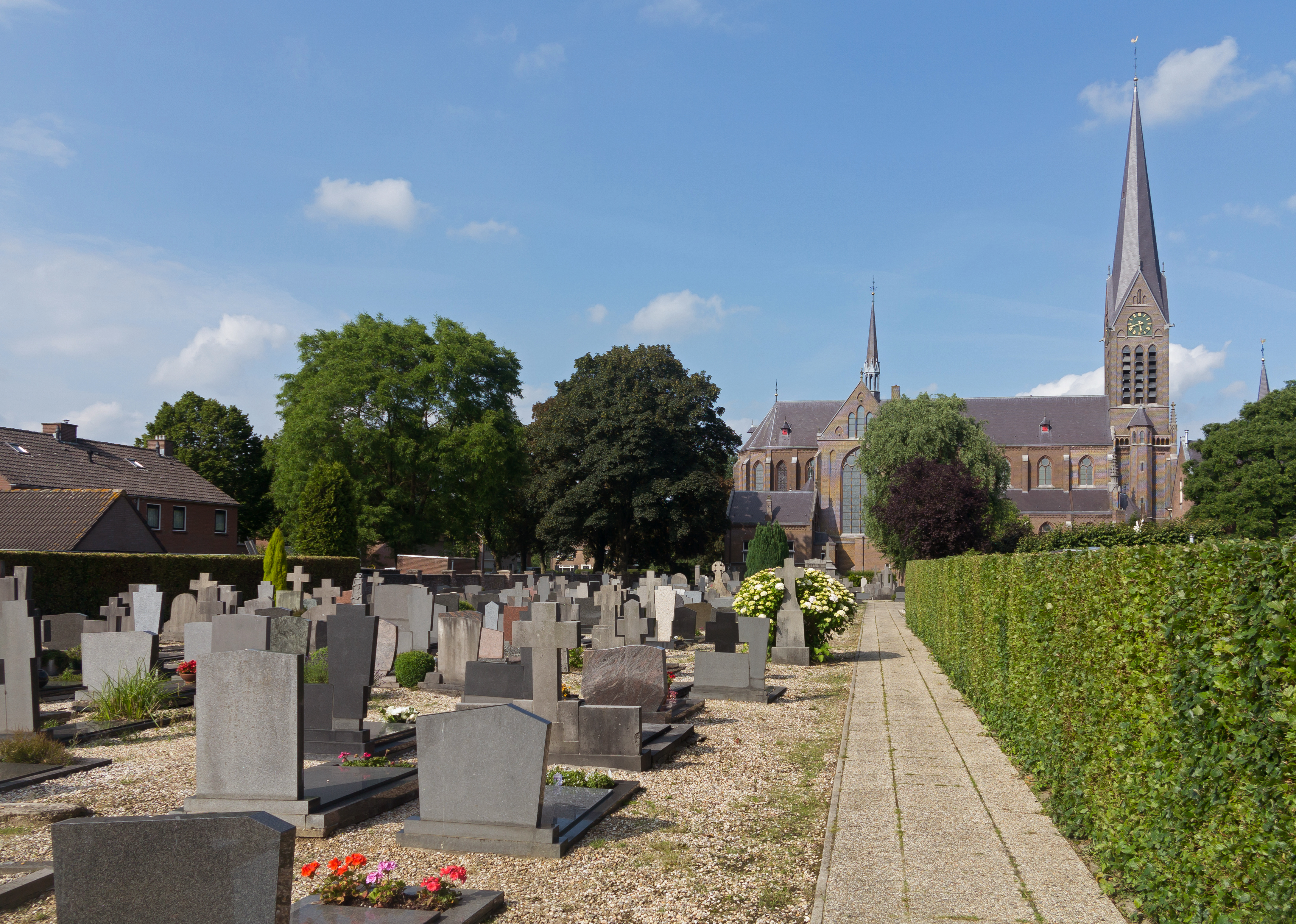
Lith, Iglesia: Sint-Lambertuskerk